# ノインキルヒェン (ウンターフランケン)
ノインキルヒェン (ドイツ語: Neunkirchen) はドイツ連邦共和国バイエルン州ミルテンベルク郡に属す町村（以下、本項では便宜上「町」と記述する）。ビュルクシュタットに本部を置くエルフタール行政共同体の一員である。

## 地理

### 位置
鄙びた住宅地のノインキルヒェンは、ヴェルトハイムとミルテンベルクの間、ベルクシュトラーセ＝オーデンヴァルト地質自然公園内に位置する。

### 自治体の構成
この町は、公式には3つの地区 (Ort) からなる。いずれも小集落や孤立農場ではなく集落を形成している。
- ノインキルヒェン
- リッヒェルバッハ
- ウムプフェンバッハの3地区からなる。

## 歴史
この町は1232年に初めて文献に記録されており、長い間マインツ大司教領に属す肥沃な農村であった。

### 町村合併
現在の自治体としてのノインキルヒェンは、1975年7月1日にそれまで独立した自治体であったノインキルヒェン、リッヒェルバッハ、ウムプフェンバッハが合併して成立した。

## 行政

### 議会
ノインキルヒェンの町議会は、町長も含め13議席からなる。

## 引用
1. ↑  https://www.statistikdaten.bayern.de/genesis/online?operation=result&code=12411-003r&leerzeilen=false&language=de Genesis-Online-Datenbank des Bayerischen Landesamtes für Statistik Tabelle 12411-003r Fortschreibung des Bevölkerungsstandes: Gemeinden, Stichtag (Einwohnerzahlen auf Grundlage des Zensus 2011)
2. ↑  Bayerische Landesbibliothek Online